# 郑明明
郑明明，SBS（1946年—），汉族，中华人民共和国政治人物、第十一届全国政协委员。
担任香港蒙妮坦集团有限公司董事长、上海郑明明化妆品有限公司董事长。2008年，当选第十一届全国政协委员，代表中华全国妇女联合会，分入第十九组。2019年7月獲頒銀紫荊星章。